# Pinga (ur. 1965)
Pinga, właśc. Jorge Luis da Silva Brum (ur. 30 kwietnia 1965 w Porto Alegre) – brazylijski piłkarz, występujący na pozycji środkowego obrońcy.

## Kariera klubowa
Zawodową karierę piłkarską Pinga rozpoczął w klubie SC Internacional w 1984 roku. W Internacionalu 8 lutego 1984 w zremisowanym 2-2 meczu z Operário Várzea Grande Pinga zadebiutował w lidze brazylijskiej. Z Internacionalem trzykrotnie zdobył mistrzostwo stanu Rio Grande do Sul – Campeonato Gaúcho w 1984, 1991, 1992 oraz Copa do Brasil w 1992 roku.
W latach 1993–1994 był zawodnikiem Rio Branco Americana, a w latach 1994–1996 Corinthians Paulista. W barwach Corinthians Pinga wystąpił ostatni raz w lidze brazylijskiej 2 grudnia 1995 w wygranym 3-1 meczu z CR Vasco da Gama. Ogółem w latach 1984–1995 w I lidze wystąpił w 58 meczach, w których strzelił 2 bramki. Z Corinthians zdobył mistrzostwo stanu São Paulo – Campeonato Paulista oraz Copa do Brasil w 1995 roku. Karierę zakończył w Serrano Petrópolis w 2000 roku.

## Kariera reprezentacyjna
Pinga występował w olimpijskiej reprezentacji Brazylii. W 1984 roku uczestniczył w Igrzyskach Olimpijskich w Los Angeles na których Brazylia zdobyła srebrny medal. Na turnieju Pinga wystąpił we pięciu meczach reprezentacji Brazylii z Arabią Saudyjską, RFN, Kanadą, Włochami i w finale z Francją.
W 1987 roku uczestniczył w eliminacjach Igrzysk Olimpijskich w Seulu.